# Afrephialtes montanus
Afrephialtes montanus là một loài tò vò trong họ Ichneumonidae.